# Jörg Konrad
Jörg Konrad (* 9. September 1977 in Güssing) ist ein österreichischer Politiker (NEOS). Vom 24. November 2020 bis zum 10. Juni 2025 war er Abgeordneter zum Wiener Landtag und Mitglied des Wiener Gemeinderats.

## Leben

### Ausbildung und Beruf
Von 1997 bis 2001 studierte Konrad Internationale Wirtschaftsbeziehungen an der FH Eisenstadt und der University of Glasgow, Nach Abschluss seines Studiums war Konrad zunächst als Parlamentarischer Mitarbeiter im Europäischen Parlament tätig. Danach arbeitete in der Außenhandelsstelle Shanghai, in der Industriellenvereinigung, im Bundesministerium für Verkehr, Innovation und Technologie sowie jahrelang für den österreichischen Konzern Kapsch.

### Politik
Konrad war von 2015 bis November 2020 Klubobmann der NEOS in der Bezirksvertretung von Ottakring. Ab dem 24. November war er Abgeordneter zum Wiener Landtag und Mitglied zum Wiener Gemeinderat. Dort war er Mitglied im Stadtrechnungshofausschuss, Ersatzmitglied im Ausschuss für Soziales, Gesundheit und Sport sowie Sprecher der NEOS für Soziales, Transparenz, Sicherheit und Personal.